# Markovka (vattendrag i Tjeckien)
Markovka är ett vattendrag i Tjeckien.   Det ligger i regionen Vysočina, i den centrala delen av landet, 150 km sydost om huvudstaden Prag.